# Bitwa pod Istmos
Bitwa pod Istmią (zwana też bitwą pod Koryntem) – starcie zbrojne na Przesmyku Korynckim (gr. przesmyk to istmos), które miało miejsce w roku 146 p.n.e. w trakcie wojny Rzymu z Achajami 148–146 p.n.e.
W starciu wzięło udział 25,5 tys. do 26,5 tys., a według innych źródeł do 14,6 tys. Rzymian oraz 12,5 tys., a według innych źródeł do 14,6 tys. wojsk Achajów, w których skład wchodzić miało 10 tys. wyzwolonych niewolników i tylko ok. 2 tys. żołnierzy lekkozbrojnych, 500 jazdy. Rzymianami dowodził Lucjusz Mummiusz a wojskami Achajów Diajos. Bitwa zakończyła się zwycięstwem Rzymian. Po bitwie Korynt został zniszczony, z ziemi uczyniono własność publiczną, a mieszkańców sprzedano w niewolę.